# Sélsko

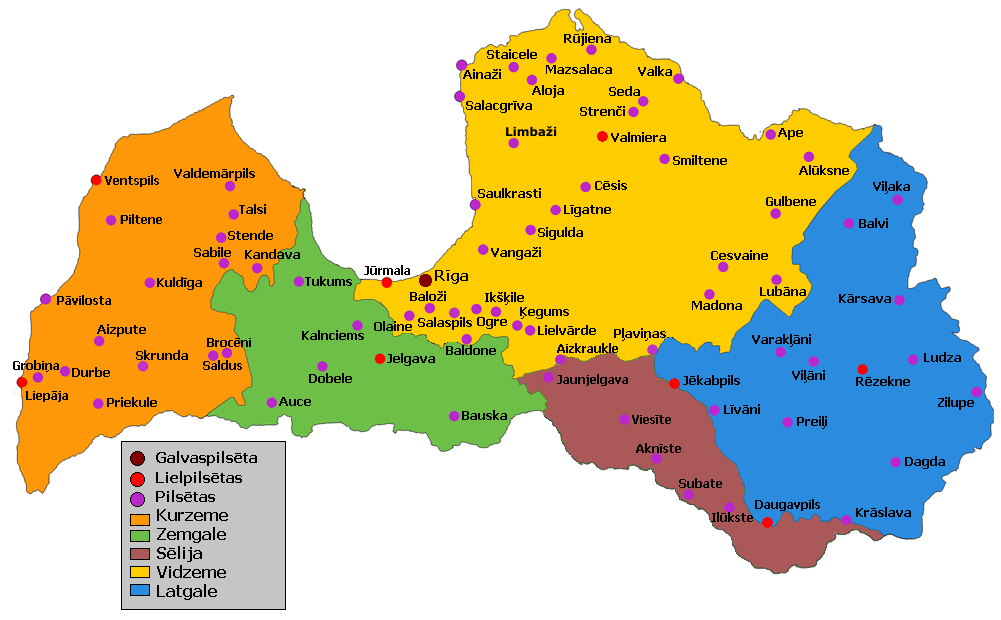
Historické země Lotyšska
Kuronsko
Latgalsko
Sélsko
Vidzemsko
Zemgalsko

Sélsko (lotyšsky Sēlija, litevsky Sėla, německy Selonia) nebo Augšzeme (lotyšsky doslova Vysočina) je jeden z pěti  kulturně-historických regionů Lotyšska, zmíněných i v lotyšském zákoně.
Sélsko se nachází na jihu země, mezi řekou Daugava a hranicí s Litvou resp. litevským regionem Aukštaitija. Tradičně je území Sélska počítáno jako východní část regionu Zemgalsko, se kterým na západě sousedí. Také na rozdíl od ostatních lotyšských regionů jako např. Zemgalsko nebo Kuronsko není Sélsko zmíněno v lotyšské ústavě. Sélsko hraničí se všemi lotyšskými regiony kromě Kuronska. Na západě s Zemgalskem, na severu s Livonskem (Vidzeme) na východě s Latgalskem, od něhož ho dělí řeka Daugava. Metropolí regionu je město Jēkabpils ležící na hranici s Latgalskem.
Region nese jméno po baltském kmenu Selovijců, který byl asimilován sousedním kmenem Litevců. Jazykem Selovijců byla sélština, baltský jazyk který je od 15. století považován za vymřelý v důsledku asimilace Selovijců. Někteří obyvatelé východní části regionu stále hovoří latgalským dialektem.